# Resistência mecânica

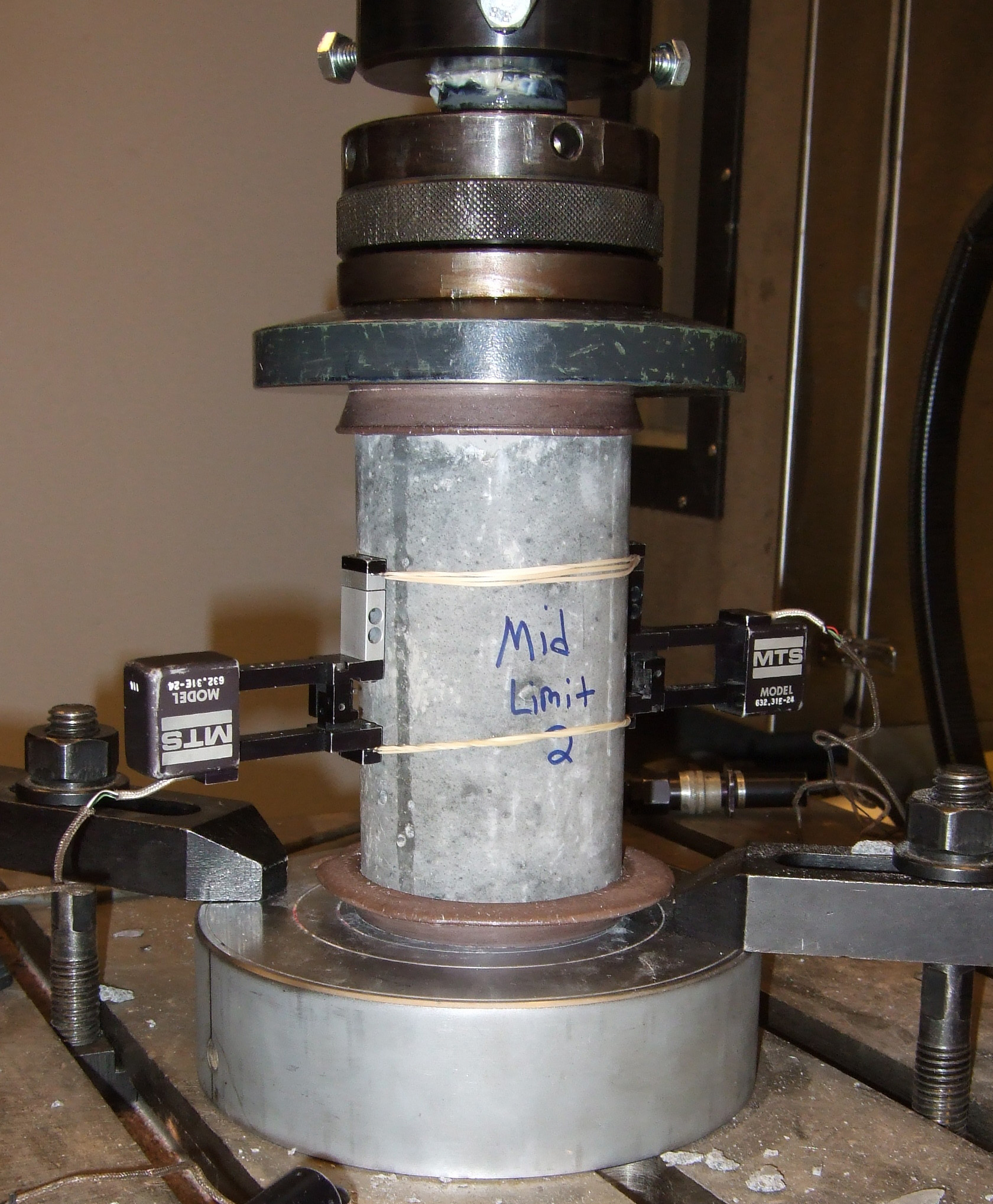
Concreto sob compressão para testar sua resistência mecânica

A resistência mecânica, no campo da mecânica dos sólidos, é a força resultante da aplicação de uma força sobre um material. É a deformação do material que gera a força resultante, na medida direta de seu módulo de elasticidade.
Na engenharia, a resistência mecânica de uma estrutura é a sua capacidade de suportar as solicitações externas sem que estas venham a lhe causar deformações plásticas.
Na física, no capítulo que trata do movimento de corpos sólidos, a resistência mecânica é o atrito criado pela fricção entre dois objetos (de igual ou diferente material), o que provoca uma resistência entre os mesmos e como tal uma dissipação de energia. Assim, quanto menor for o atrito, menor é a dissipação de energia e o desgaste dos dois objetos. Para minimizar esta resistência (ou atrito) entre objetos utiliza-se (em regra geral) líquidos que podem ser compostos oleosos dependendo dos materiais que se friccionam.